# Щільна пляма
Щільна пляма (лат. macula densa) — частина юкстагломерулярного комплексу, яка утворена групою модифікованих епітеліальних клітин звивистого канальця — епітеліоцитів щільної плями та особливих міоїдних ендокриноцитів (юкстагломерулоцитів), розміщених у середній оболонці стінки клубочкових артеріол, що прилягають до щільної плями .
Клітини щільної плями знаходяться в ділянці стінки дистального канальця, що лежить між приносною і виносною клубочковими артеріолами, біля судинного полюса ниркового тільця. Ці епітеліоцити прилягають до дуже тонкої переривчастої базальної мембрани, нерідко мають відростки із цитоплазми, що йдуть між юкставаскулярними клітинами. Вважають, що епітеліоцити щільної плями сприймають зміни концентрації натрію в крові і в рідині, що контактують з щільною плямою, тобто є осморецепторними клітинами. Цю інформацію вони передають міоїдним ендокриноцитам, в цитоплазмі яких накопичується ренін, що при необхідності секретується з них .
До ендокринного комплексу нирки відносяться також інтерстиціальні клітини, які розташовані в стромі мозкової речовини. Своїми відростками вони обплітають канальці, петлі нефрона і кровоносні капіляри перитубулярної мережі. Інтерстиційні клітини виробляють один із різновидів простагландинів, що характеризуються антигіпертензивною дією.[3]
Також інтерстиціальні ендокриноцити нирок регулюють внутрішньоклітинний кров'яний тиск, що має важливе значення для функції нирки – фільтрація в ниркових клубочках відбувається лише при тиску крові в капілярах клубочків кіркових нефронів близько 70-90 мм рт.ст.; різкі коливання внутрішньониркового тиску неприпустимі і вкрай несприятливі для функціонування видільної системи. Порушення діяльності ендокринного апарату нирки може привести до розвитку артеріальної гіпертензії.